# Ancien nubien

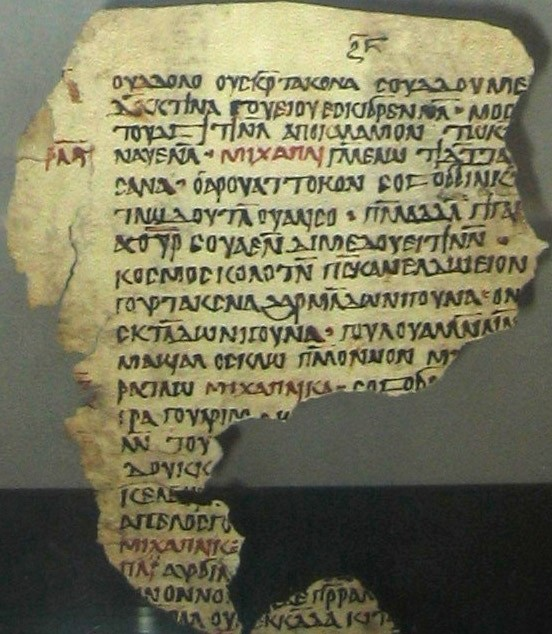
Une page de la traduction en ancien nubien du Liber Institutionis Michaelis Archangelis entre les s, trouvé à Qasr Ibrim. Le nom de l'archange saint Michel est inscrit en rouge.

L'ancien nubien est une langue aujourd'hui disparue, qui fut écrite en Nubie entre les VIIIe et XVe siècles. C'est une version ancienne des langues nubiennes actuelles, encore parlée aujourd'hui dans certaines régions. C'est probablement l'ancêtre direct du nobiin.
Une centaine de pages seulement nous sont parvenues dans cette langue, principalement des textes chrétiens, écrits en utilisant une forme modifiée de l'alphabet copte. 

## Écriture
L'ancien nubien est écrit avec une forme onciale de l'alphabet grec, complété de lettres coptes — ϣ, ϩ, et ϭ — en plus de trois lettres propres au nubien, apparemment dérivées du méroïtique : ⳟ (ng), ⳡ (ny), et ⳣ (w). Chaque lettre pouvait avoir une ligne dessinée au-dessus, si :
- c'est une voyelle qui forme à elle seule une syllabe, ou précédée par l, n, r, ou j ;
- c'est une consonne précédée d'un i (parfois sous-entendu) [réf. souhaitée].

Le son /i/ pouvait être écrit ⲉ, ⲉ̄ⲓ, ⲏ, ⲓ, ⲟⲩ, ⲩ ; /u/ était normalement écrit ου. Dans les diphtongues, un tréma était parfois placé au-dessus de ι pour indiquer la semi-voyelle y.
Les consonnes doubles étaient écrites deux fois, il n'y avait pas de distinction entre les voyelles longues et courtes, et les tons n'étaient pas marqués.
La ponctuation incluait : 
- un point haut ·, parfois remplacé par une double barre \\, équivalent à un point (.) ou à deux points (:) ;
- une barre / utilisée comme point d'interrogation (?) ;
- une double barre // pour séparer les vers d'un poème.

### Noms
L'ancien nubien ne distingue pas les genres, et ne possède pas d'articles. Le nom est un radical auquel se rajoutent différents suffixes et postpositions. Les principaux sont :
- -l nominatif : exemples diabolos-il « le diable (sujet) » ; iskit-l « la Terre (sujet) » ;
- -n(a) génitif : exemples iart-na palkit-la « dans la mer des pensées » ;
- -k(a) directif : exemple Mikhaili-ka « pour Michel »
- -lo locatif
- -la inessif
- -do signifie « dessus »
- -dal comitatif.

Le pluriel le plus commun est en -gu-, mais des pluriels plus rares sont par exemple -rigu- et -pigu-.

### Pronoms
Les pronoms de base sont :
- ai-, « Je »
- ir-, « Tu »
- tar-, « Il, elle »
- er-, « Nous (inclusif) »
- u-, « Nous (exclusif) »
- ur-, « Vous »
- ter-, « Eux ».

Il n'y a pas de forme de politesse.
Les démonstratifs sont :
- in- : ceci
- man- : cela

Les interrogatifs sont :
- ngai- : qui ?
- min- : quoi ?
- islo : où ?
- iskal : comment ?

### Verbes
Le verbe possède cinq formes : le présent, deux prétérits, le futur et l'impératif. Pour chacune de ces formes il y a les modes subjonctifs et impératifs. Les verbes se conjuguent en fonction de la personne. Exemple avec doll- (« souhaiter ») au présent de l'indicatif :
- dollire, « je souhaite »
- dollina, « tu souhaites », « il, elle souhaite »
- dolliro, « nous souhaitons », « vous souhaitez »
- dollirana, « ils souhaitent ».

## Exemple d'ancien nubien
Ancien nubien
ⲕⲧ̄ⲕⲁ ⲅⲉⲗⲅⲉⲗⲟ̄ⲥⲟⲩⲁⲛⲛⲟⲛ ⲓ̈ⲏ̄ⲥⲟⲩⲥⲓ ⲛⲁⲃⳡⲁⲛ ⲧⲣⲓⲕⲁ· ⲇⲟⲗⲗⲉ ⲡⲟⲗⲅⲁⲣⲁ ⲡⲉⲋⲋⲛⲁ ⲡⲉⲥⲥⲛⲁ· ⲡⲁⲡⲟ ⲥ̄ⲕⲟⲉⲗⲙ̄ⲙⲉ ⲉⲕ̄ⲕⲁ
Transcription
Kitka gelgelosuannon Iisusi manyan trika· dolle polgara pessna· papo iskoelimme ikka.
Littéralement,
« Rocher et-quand-ils-allèrent-loin Jésus œil paire · haut élever dit-il · père Je-remercie toi. »
Traduction
« Et quand ils s'éloignèrent du rocher, Jésus, levant les yeux, dit : “Père, je te remercie”. »